# L'Arpeggiata
L'Arpeggiata est un ensemble international de musique ancienne et traditionnelle vocale et instrumentale, fondé en 2000.

## Historique
L'Arpeggiata a été fondé en 2000 par la harpiste, luthiste et théorbiste autrichienne Christina Pluhar.
L'ensemble réunit des artistes venus d’horizons musicaux variés, originaires d'Europe ou d'autres continents, autour de projets concoctés par Christina Pluhar.
Il a joué dans de nombreux festivals comme le festival Oude Muziek Utrecht, le Festival van Vlaanderen, les Rencontres à Vézelay, le festival Pfingstfestspiele Melk, le festival de l'abbaye d'Ambronay, le festival de musique baroque de Pontoise, l'Early Music Festival de Saint-Pétersbourg, le festival de Sully-sur-Loire, le festival du Haut-Jura, le festival de la Vézère, le festival de Musica Antigua de Darocca, le festival de Torroella de Montgri, le Sanscouci Festival de Potsdam, le festival Atlantique Açores, le festival  Misteria Paschalia de Cracovie, etc.
En 2019, L'Arpeggiata se produit au festival 1001 Notes avec son programme Times stands still.

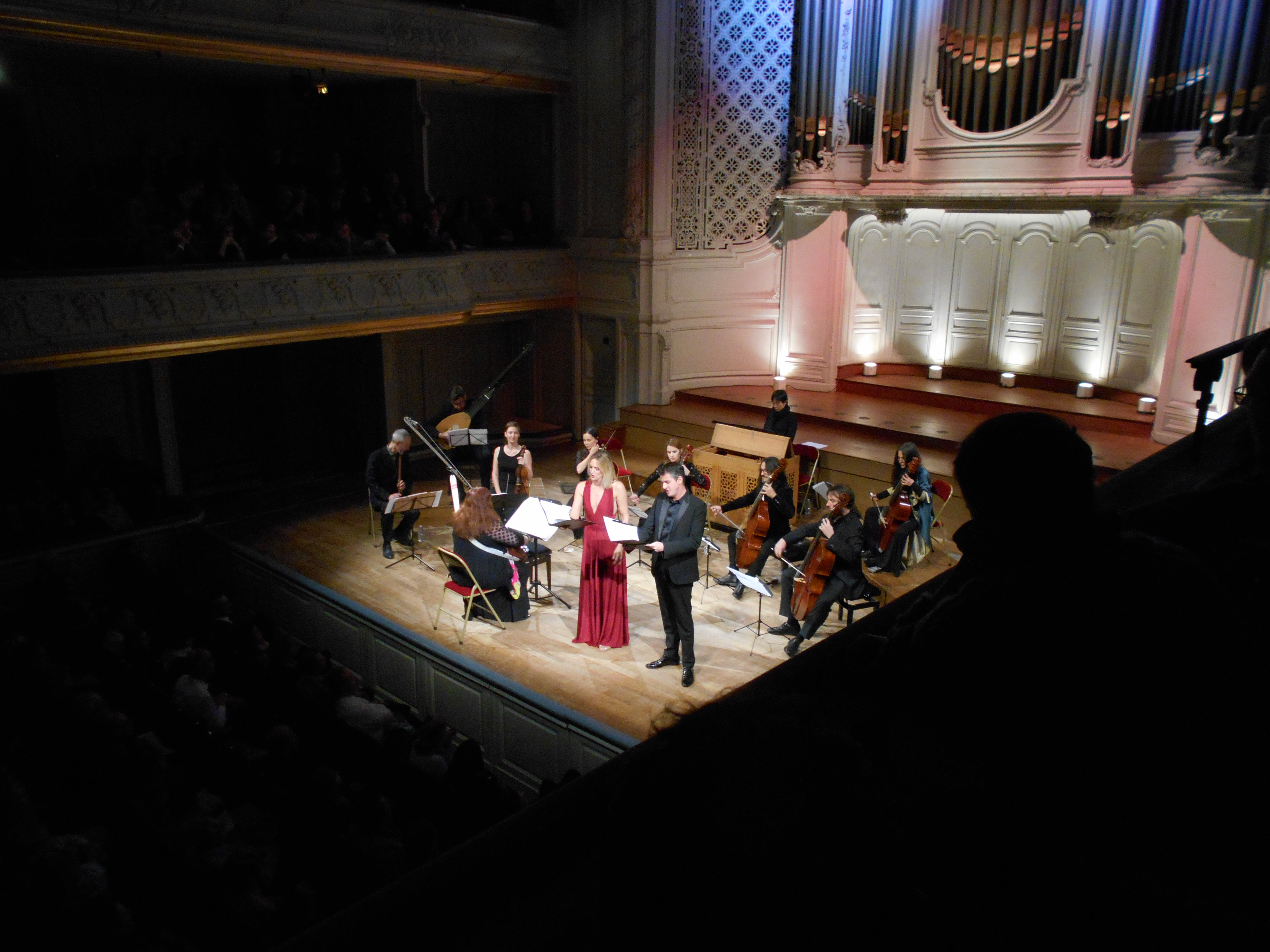
Concert au mois de novembre 2018 dans la salle Gaveau

## Discographie sélective
- Kapsberger, La Villanella avec Johannette Zomer, Pino de Vittorio, Hans-Jörg Mammel, Alpha (2001)
- Stefano Landi, Homo fugi velut umbra.... Alpha (2002)
- La Tarantella : Antidotum Tarantulae - avec Lucilla Galeazzi et Marco Beasley. Alpha (2002)
- All'Improvviso - Ciaccone, Bergamasche e un po'di folie... avec Marco Beasley, Lucilla Galeazzi, Gianluigi Trovesi (comprenant notamment une frottole de Paolo  Scotto). Alpha (2004)
- Emilio de' Cavalieri, La Rappresentatione di anima e di corpo Alpha (2004)
- Los Impossibles - avec Pepe Habichuela. Naive Records
- Claudio Monteverdi, Teatro d'Amore Virgin Classics (2009)[3].
- Via Crucis - avec Núria Rial, Philippe Jaroussky, Barbara Furtuna (chœur polyphonique corse) Virgin Classics (2010)
- Monteverdi, Vespro della Beata Vergine 2CD Virgin Classics (2011)
- Los Pájaros perdidos - The South American Project - avec Philippe Jaroussky. Virgin Classics (2012)
- Mediterraneo - avec Mísia, Núria Rial, Raquel Andueza (en), Vincenzo Capezzuto, Katerina Papadopoulou. Virgin (2013)[4].
- Music for a While: Improvisations sur Henry Purcell - avec Philippe Jaroussky, Raquel Andueza, Vincenzo Capezzuto, Dominique Visse. Erato (2014)
- Francesco Cavalli: L'Amore Innamorato - avec Núria Rial et Hana Blažíková (en). Erato (2015)
- Händel Goes Wild: Improvisations sur G.F. Handel - avec Valer Sabadus, Núria Rial. Erato (2017)

## Distinctions
Les enregistrements de l'Arpeggiata ont reçu de nombreuses distinctions :
- La Villanella : "5 de Diapason", 4 étoiles du Monde de la Musique, "10 de Répertoire", "Premio Internazionale del discothèque par la musica italiana" ;
- Homo fugi velut umbra... :  "10 de Répertoire", "Diapason Découverte", CD de la semaine de la BBC, CD du mois décerné par Amadeus, "Prix Exellentia à Pizzicato" ;
- La Tarantella : "5 de Diapason", "10 de Répertoire", 4 étoiles du Monde de la Musique, "CD de la semaine" de France Musique, « CD du mois » de la Toccata, disque recommandé par Classica ;
- All'Improvviso - Ciaccone, Bergamasche e un po'di folie... : «Timbre de platine» décerné par Opéra International,  CD du mois du magazine BBC ;
- Rappresentatione di Anima, et di Corpo : "5 de Diapason" - "4 étoiles du Monde de la Musique" - "4F de Télérama" - "5 croches d'Opéra International" - "10 de Classica-Répertoire".